# Angels in America (mini-série)
Pour les articles homonymes, voir Angels in America (homonymie).
Angels in America est une mini-série américaine en six chapitres de 60 minutes, adaptée de la pièce homonyme, écrite par Tony Kushner, réalisée par Mike Nichols et diffusée les 7 et 14 décembre 2003 sur HBO.
En France, la mini-série a été diffusée à partir du 25 novembre 2004 sur Canal+ et rediffusée à partir du 28 novembre 2008 sur France 3.

## Production
Cette production de Angels in America a été aussi diffusée sous la forme de deux films de trois heures correspondant respectivement à Millennium Approaches et Perestroika regroupant chacun trois épisodes de la mini-série, respectivement : Bad News, In Vitro, The Messenger et Stop Moving!, Beyond Nelly, Heaven, I'm In Heaven.
Si certaines scènes de la pièce ont été coupées ou modifiées, Mike Nichols conserva dans une certaine mesure certains aspects théâtraux des dialogues et de la mise en scène. Cependant, les scènes deviennent, dans cette mini-série, des « chapitres ».
La musique a été écrite et dirigée par Thomas Newman.

## Distribution
- Al Pacino (VF : José Luccioni) : Roy Cohn
- Meryl Streep (VF : Évelyn Séléna) : Hannah Pitt, Ethel Rosenberg et le rabbin Chemelwitz
- Mary-Louise Parker (VF : Virginie Méry) : Harper Pitt
- Patrick Wilson (VF : Sébastien Desjours) : Joe Pitt
- Jeffrey Wright (VF : Thierry Desroses) : Belize et M. Lies (Monsieur Bobards)
- Ben Shenkman (VF : Pierre Tessier) : Louis Ironson
- Justin Kirk (VF : Tanguy Goasdoué) : Prior Walter et l'homosexuel de Central Park
- James Cromwell (VF : Michel Ruhl) : Henry
- Emma Thompson (VF : Frédérique Tirmont) : l'infirmière Emily, une clocharde et l'Ange de l'Amérique
- Brian Markinson (VF : Patrick Floersheim) : Martin Heller
- Michael Gambon (VF : Philippe Catoire) : l'Ancêtre de Walter #1
- Simon Callow (VF : Marcel Guido) : l'Ancêtre de Walter #2

## Nominations et récompenses
La série eut la meilleure audience des programmes réalisés pour la télévision câblée en 2003, et fut récompensée par un Golden Globe et un Emmy Award de la meilleure mini-série. Elle reçut également de nombreuses nominations et autres prix 
Pacino, Parker, Wright et Streep reçurent un prix des Golden Globes, tandis que Wilson et Shenkman y ont été nommés.

## Épisodes
Le Millénaire approche (Millennium Approaches) :
1. Mauvaises nouvelles (Bad News)
2. In vitro (In Vitro)
3. Le messager (The Messenger)

Perestroika :
1. Arrête de bouger (Stop Moving!)
2. Retrouvailles et séparations (Beyond Nelly)
3. Passage éclair au paradis (Heaven, I'm In Heaven)